# Färjeläge

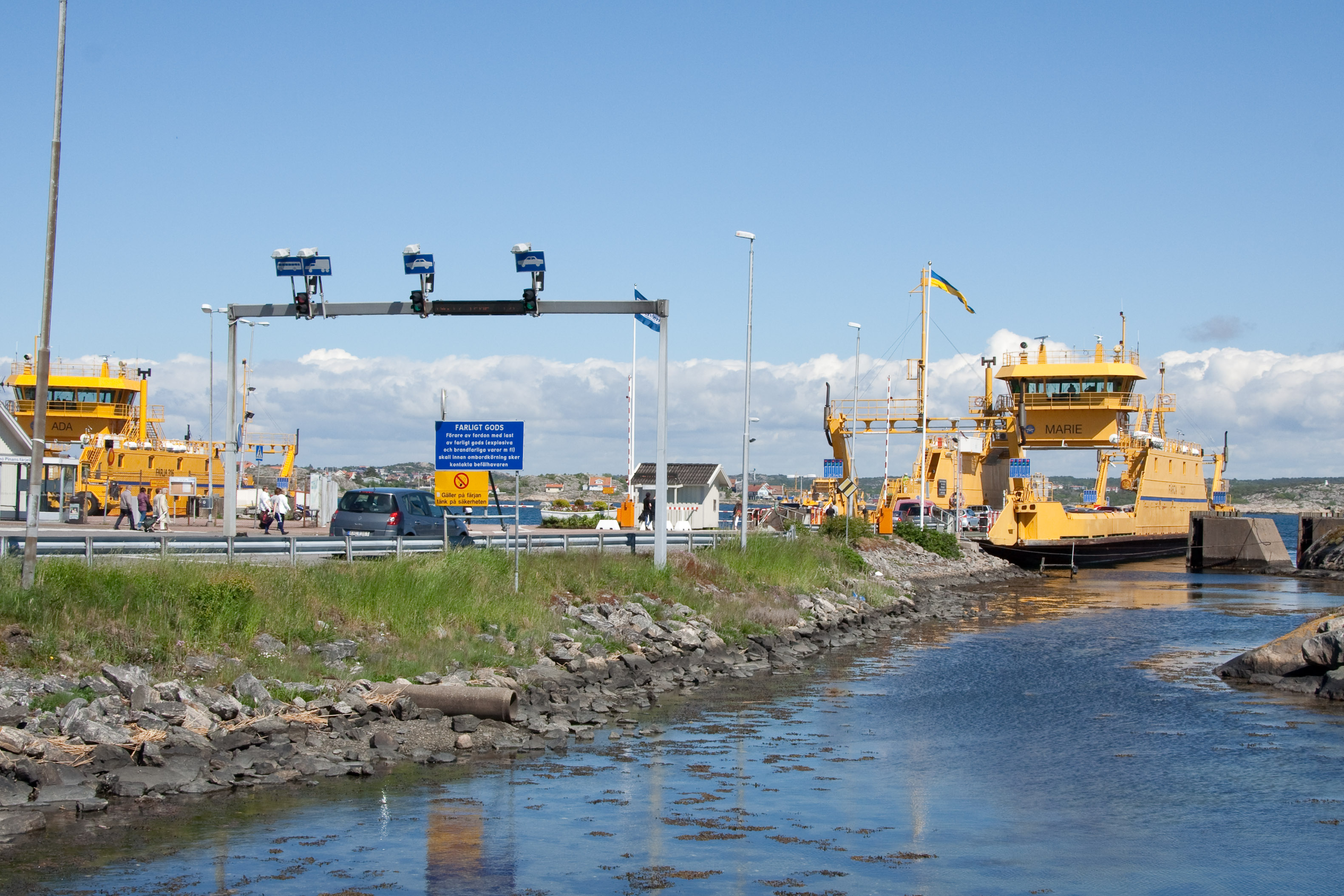
Pinans färjeläge på Hönö för Hönöleden.

Ett färjeläge är en tilläggsplats för färja. Det vanligaste brukar vara bilfärjor, men även tågfärjor förekommer. Ordet kan ibland också beteckna en ort där en färja lägger till.